# Sverri Sandberg Nielsen
Sverri Sandberg Nielsen (* 14. Oktober 1993 in Tórshavn, Färöer) ist ein dänischer Ruderer. Er wurde im Einer 2019 Vizeweltmeister und 2020 Europameister.

## Privatleben
Nielsen wuchs in Miðvágur, einem Ort der Färöer auf der Insel Vágar auf und fing mit 15 Jahren an, in traditionellen färöischen Booten zu rudern. 2011 starteten die Färöer das erste Mal bei den Indoor-Ruder-Weltmeisterschaften und Nielsen belegte mit einer Zeit von 6:04,8 min den 1. Platz im U19-Bereich. Aufgrund dieses guten Ergebnisses wurde er eingeladen, für Dänemark im Skullbereich zu starten. Diesem Ruf folgend zog er nach Kopenhagen, beendete dort seine gymnasiale Schulzeit und trainierte fortan im Danske Studenters Roklub. Nach den Olympischen Spielen 2020 war er dort zeitweise als Trainer tätig, bevor er sich dazu entschied, weiter als Leistungssportler aktiv zu sein. Nielsen ist eine der bekanntesten Persönlichkeiten seiner Heimat.

## Karriere
Nielsen begann 2007 mit dem Rudersport. Seinen ersten großen Erfolg feierte er bei den C.R.A.S.H.-B.Sprints 2011, als er Junioren-Weltmeister im Indoor-Rudern vor Malte Jakschik wurde. Das erste Mal, dass er auf dem Wasser eine internationale Regatta bestritt, war bei den Europameisterschaften 2012, als er 14. im Einer wurde.
2013 startete er mit Toger Rasmussen im Doppelzweier bei den U23-Weltmeisterschaften, wo die beiden das B-Finale gewannen und damit 7. wurden. Ein Jahr später wechselte er den Partner und bestritt zusammen mit Sophus Johannesen die Weltcup-Saison und die Europameisterschaften 2014, bei der sie den 11. Platz belegten. Bei den Weltmeisterschaften 2014 ging er dann im Einer an den Start und belegte den 17. Platz.
Die Saison 2015 bestritt er komplett im Einer mit einem 8. Platz bei den Europameisterschaften, einem 4. Platz bei den U23-Weltmeisterschaften und einem 11. Platz bei den Weltmeisterschaften. Nach einem 6. Platz bei den Europameisterschaften 2016 wurde er mit weniger als einer Sekunde Rückstand 4. bei der Nachqualifikationsregatta zu den Olympischen Spielen 2016. Aufgrund eines neuen Qualifikationssystems musste Belgien entscheiden, welches seiner siegreichen Boote am Ende zu den Olympischen Spielen fährt. Es entschied sich für seinen Einer und gegen den Leichtgewichts-Doppelzweier. Wäre die Entscheidung andersherum gefallen, wäre Nielsen noch nachgerückt.
In den Jahren 2015, 2016 und 2017 verbesserte er dreimal den dänischen Rekord im Indoor-Rudern. Mit seiner Bestzeit von 5:47,9 min gewann er 2017 auch die Europameisterschaften im Indoor-Rudern. Auf dem Wasser belegte er 2017 im Einer den 9. Platz bei den Europameisterschaften und den 12. Platz bei den Weltmeisterschaften. Bei den Weltmeisterschaften 2018 wurde er als Sieger des B-Finales 7.
2019 war das erfolgreichste Jahr seiner Karriere. Nach einem 4. Platz im Einer bei den Europameisterschaften siegte er bei der Weltcup-Regatta in Poznań. Nachdem er auch das Weltcuprennen in Rotterdam gewinnen konnte, holte er bei den Weltmeisterschaften hinter Oliver Zeidler die Silbermedaille. 2020 gewann er den Titel bei den Europameisterschaften. Bei den Europameisterschaften 2021 in Varese konnte er seinen Titel nicht verteidigen und gewann knapp eine Sekunde hinter Oliver Zeidler die Silbermedaille. Bei den Olympischen Spielen in Tokio belegte er den vierten Platz mit 0,15 Sekunden Rückstand auf den drittplatzierten Kroaten Damir Martin.

## Internationale Erfolge
- 2012: 14. Platz Europameisterschaften im Einer
- 2013: 7. Platz U23-Weltmeisterschaften im Doppelzweier
- 2014: 11. Platz Europameisterschaften im Doppelzweier
- 2014: 17. Platz Weltmeisterschaften im Einer
- 2015: 8. Platz Europameisterschaften im Einer
- 2015: 4. Platz U23-Weltmeisterschaften im Einer
- 2015: 11. Platz Weltmeisterschaften im Einer
- 2016: 6. Platz Europameisterschaften im Einer
- 2017: 9. Platz Europameisterschaften im Einer
- 2017: 12. Platz Weltmeisterschaften im Einer
- 2018: 7. Platz Weltmeisterschaften im Einer
- 2019: 4. Platz Europameisterschaften im Einer
- 2019: Silbermedaille Weltmeisterschaften im Einer
- 2020: Goldmedaille Europameisterschaften im Einer
- 2021: Silbermedaille Europameisterschaften im Einer
- 2021: 4. Platz Olympische Spiele 2020 im Einer
- 2023: 4. Platz Europameisterschaften im Einer
- 2023: 5. Platz Weltmeisterschaften im Einer
- 2024: 4. Platz Europameisterschaften im Einer
- 2024: 8. Platz Olympische Spiele im Einer